# Saint-Palais (Pirineos Atlánticos)
Saint-Palais (en euskera: Donapaleu) es una localidad y comuna francesa situada en el departamento de Pirineos Atlánticos en la región de Nueva Aquitania. Forma parte también del territorio histórico vascofrancés de Baja Navarra.
Su nombre puede rememorar a San Pelayo o San Pelagio, mártir en Córdoba.

## Geografía
A 31 km de San Juan de Pie de Puerto, la villa se sitúa junto al puente sobre el río Bidouze, que en el término municipal desemboca en el río Joyeuse o Behotegi.

## Demografía
| Gráfica de evolución demográfica de Saint-Palais (Pirineos Atlánticos) entre 1800 y 2012 |
|                                                                                          |

Fuentes: Ldh/EHESS/Cassini e INSEE.

## Heráldica
En campo de gules, las Cadenas Reales de Navarra.

## Patrimonio
La iglesia de San Pablo acogió los estados generales de Navarra desde 1522.
Actualmente queda un edificio neogótico que conserva tres piezas de la iglesia antigua: el retablo de san Pablo, una virgen dorada y un sarcófago.
Frente a esta iglesia, se halla la casa señorial Derdoy-Oyhenart, conocida como Casa de las Cabezas. Los medallones de su fachada tienen relieves que representan a los reyes Enrique II de Navarra, Juana de Albret y Enrique III (futuro Enrique IV de Francia), y las figuras alegóricas de una mujer y un diablo.